# Cross-docking

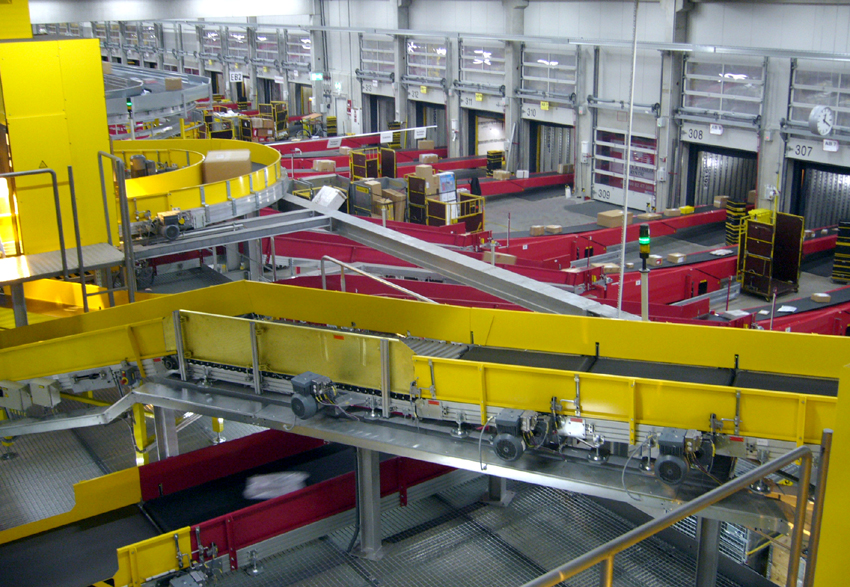
Cross-docking

Cross-docking – system zarządzania asortymentem, rodzaj systemu dystrybucji towarów. Przetwarzanie dużych, jednolitych asortymentowo partii towarów na wiele różnych asortymentowo pakietów, dostosowanych do aktualnych potrzeb klienta.
Jest to przeładunek kompletacyjny, który polega na przeładowaniu, lub przepakowaniu towaru i wysyłce do odbiorcy bezpośrednio z magazynu od odbiorcy ostatecznego bez dodatkowego magazynowania towaru. Powstanie cross-dockingu jest wynikiem m.in. poszukiwania rozwiązań logistycznych mających na celu obniżenie kosztów związanych ze składowaniem towarów, skróceniem czasu dostawy towaru do kontrahenta i zmniejszeniem powierzchni magazynowej, a co za tym idzie, poprawę konkurencyjności firm, które dostarczają towary na rynek.